# Leynar
Leynar este un oraș din Insulele Faroe.